# Alpaida tayos
Alpaida tayos är en spindelart som beskrevs av Levi 1988. Alpaida tayos ingår i släktet Alpaida och familjen hjulspindlar. Inga underarter finns listade i Catalogue of Life.